# Хёкелс, Хендрик
Хе́ндрик Хёкелс (нидерл. Hendrik Heukels, 1854—1936) — нидерландский ботаник и школьный учитель, работавший в Алмело, Неймегене и Амстердаме.

## Биография
Родился в Девентере 11 сентября 1854 года в семье художника Лулофа Хёкельса и его супруги Хендрикье Виссинк. Окончил школу в 1871 году, с 1877 года преподавал в школе в Алмело, с 1879 года — в Неймегене. С 1880 года — в Королевской школе учителей.
С 1890 года преподавал естественную историю и физике в Амстердаме, где работал до 1918 года, после чего переехал в Блумендал. С 1925 года жил в Харлеме.
Хёкелс — автор множества учебников для начальной и средней школы по естествознанию, зоологии, анатомии человека. В 1883 году вышла «Школьная флора Нидерландов», задумавшаяся как популярная книга, однако обладавшая и большим научным значением, выдержавшая 18 переизданий. Также он составил несколько словарей нидерландских названий растений, указывая их эквиваленты на английском, французском, немецком языках, был избран членом Нидерландского литературного общества в Лейдене.
В 1901 году вместе с Ханом Хейнсиусом основал Нидерландское общество естественной истории, до 1917 года был его президентом.
В декабре 1879 года женился на Йоханне Хутинк, после её смерти 22 ноября 1902 года, в декабре 1903 года женился на Алиде Йоханне де Крейфф. Детей от обоих браков не было. Скончался 8 марта 1936 года.

## Некоторые научные работы
- Heukels, H. Schoolflora van Nederland. — Ed. 1. — Groningen, 1883.
- Heukels, H. Schoolflora voor Nederland. — Ed. 18. — Groningen, 1933.
- Heukels, H. Landbouwflora. — Groningen, 1894. — 187 p.
- Heukels, H. Geillustreerde flora voor Nederland. — Ed. 1. — Groningen, 1900. — 711 p.
- Heukels, H. Geillustreerde flora voor Nederland. — Ed. 10. — Groningen, 1929. — 927 p.
- Heukels, H. Nederlandsche plantennamen. — Epe, 1906. — 79 p.
- Heukels, H. Woordenboek der Nederlandsche volksnamen. — Amsterdam, 1907. — 332 p.
- Heukels, H. De flora van Nederland. — Leiden, Groningen, 1909—1911. — 3 vols.
- Heukels, H. Lijst van Nederlandsche, Hoogduitsche, Fransche en Engelsche namen van planten. — Groningen, 1910. — 98 p.
- Heukels, H. Plantenatlas. — 1911. — 355 p.
- Heukels, H., Wachter, W. H. Beknopte schoolflora voor Nederland. — Ed. 1. — Groningen-Batavia, 1932. — 392 p.
- Heukels, H., Wachter, W. H. Beknopte schoolflora voor Nederland. — Ed. 5. — Groningen-Batavia, 1946. — 395 p.